# Ruby Soho (wrestler)
Dori Prange, meglio conosciuta con il ring name Ruby Soho (Edwardsburg, 9 gennaio 1991), è una wrestler statunitense sotto contratto con la All Elite Wrestling.
È principalmente ricordata per aver militato tra il 2017 e il 2021 nella WWE, esibendosi come Ruby Riott.

## Carriera

### Circuito indipendente (2010–2017)

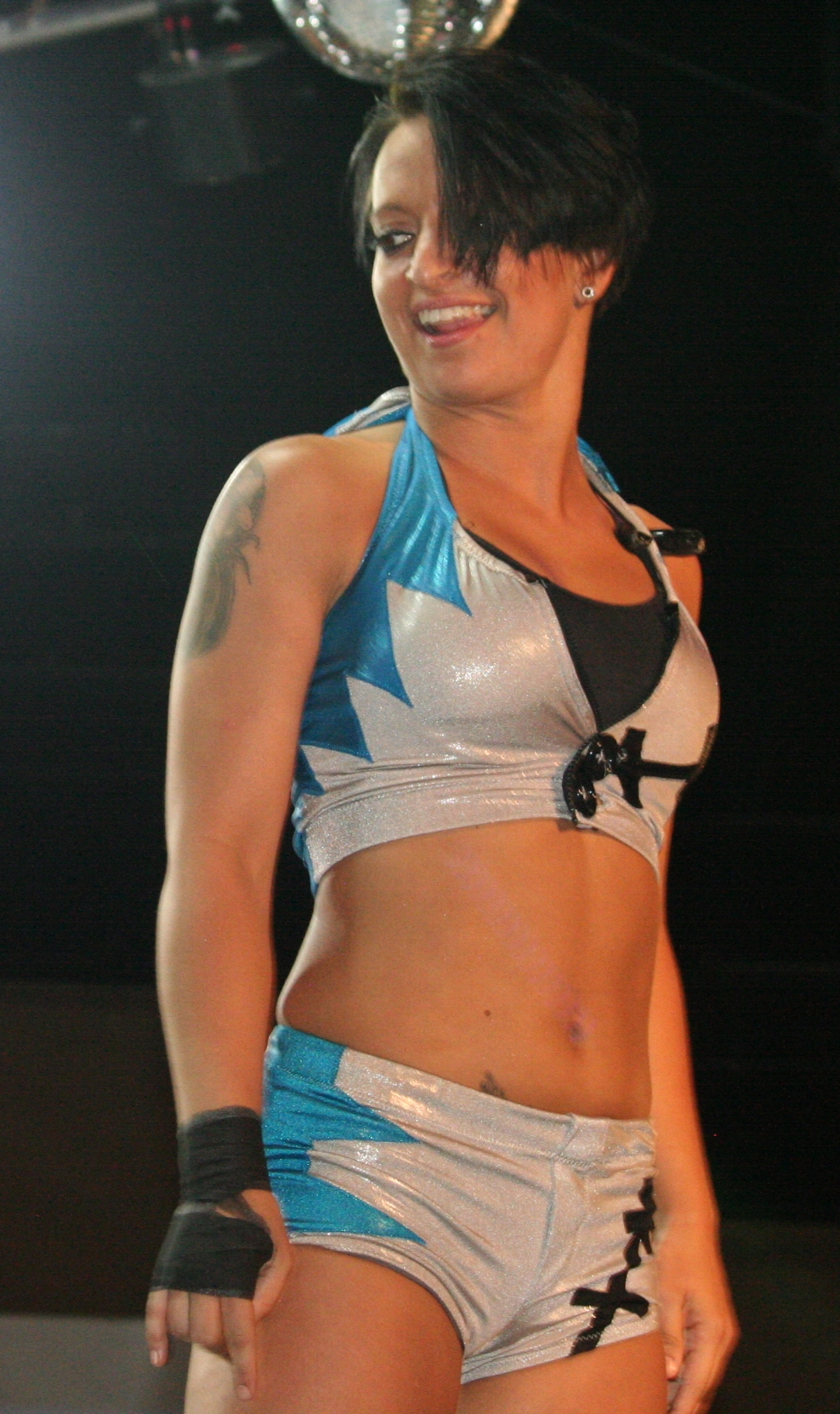
Heidi Lovelace nel 2014

Nel 2010 Prange comincia ad allenarsi con Billy Roc presso la sua scuola di wrestling. Con il ring name Heidi Lovelace esordisce nella Juggalo Championship Wrestling all'evento Arena Chicks at the Gathering!, dove sconfigge C.J. Lane. Passa poi alla Shimmer Women Athletes, si allea in coppia con December, ma le due perdono contro Pink Flash Kira e Sweet Cherrie in un tag-team match.
Il 23 maggio 2012, debutta nella Ohio Valley Wrestling con il ring name Heidi Lovelace, perdendo un match contro C.J Lane. Il 1º settembre a Saturday Night Special, la Lovelace sconfigge Taeler Hendrix in un no disqualifications match, guadagnandosi l'opportunità di sfidarla per il titolo. La sconfigge nuovamente il 15 settembre vincendo il titolo OVW Women's Championship durante un house show. Dopo la vittoria della cintura, Lovelace sconfigge prima Jessie Belle Smoothers, e poi Epiphany, Josette Bynum e Scarlett Bordeaux. Il 14 novembre a OVW episode 691, cede il titolo a Taryn Terrell. Sin dal gennaio 2013, Hendrix riceve regali da un ammiratore segreto che la ragazza crede essere Dylan Bostic o Ryan Howe. La conclusione della storyline si ha quando Heidi annuncia di essere lei invece "l'ammiratore segreto" che le inviava regali. Il 4 maggio a OVW, Lovelace cerca di esprimere i suoi sentimenti alla Hendrix ma senza successo. Nella puntata del 31 maggio di OVW, Lovelace (informata dalla Hendrix che Trina ha qualcosa contro loro due) sfida Trina a un match per il titolo da disputarsi a Saturday Night Special. Il giorno seguente a Saturday Night Special, Trina sconfigge Lovelace mantenendo il titolo.
Il 18 maggio 2013, esordisce nella Chikara, prendendo parte insieme a Saturyne al torneo 2013 Tag World Grand Prix. Le due vengono eliminate al primo round da Arik Cannon e Darin Corbin. Il 6 dicembre 2014, nel pre-show del ppv Tomorrow Never Dies iPPV, Lovelace sconfigge Missile Assault Ant nella finale del torneo conquistando la Chikara Young Lions Cup.
Nel 2015 partecipa al torneo Challenge of the Immortals. Viene inserita per sorteggio nel team di Dasher Hatfield, denominato "Dasher's Dugout", che inoltre include "Mr. Touchdown" Mark Angelosetti e Icarus. Dopo un buon inizio, tuttavia la squadra viene squalificata.
Il 19 marzo 2016 riceve un'opportunità titolata per la cintura Chikara Grand Championship con Princess Kimber Lee. Kimber mantiene il titolo.
L'11 gennaio 2015, Lovelace esordisce in terra giapponese nella World Wonder Ring Stardom, lottando in coppia con Act Yasukawa e sconfiggendo Hudson Envy e Kris Wolf. Il 18 gennaio Lovelace, Yasukawa e Dragonita vengono costrette ad unirsi alla stable heel Monster-gun, dopo aver perso contro Envy, Wolf e la leader della fazione Kyoko Kimura in un six-woman tag team match. A seguito dell'aggiunta dei nuovi membri, la stable viene rinominata "Oedo Tai". L'8 febbraio, Lovelace, Dragonita ed Envy sfidano senza successo le Heisei-gun (Io Shirai, Mayu Iwatani e Takumi Iroha) per il titolo Artist of Stardom Championship.

### WWE (2017–2021)

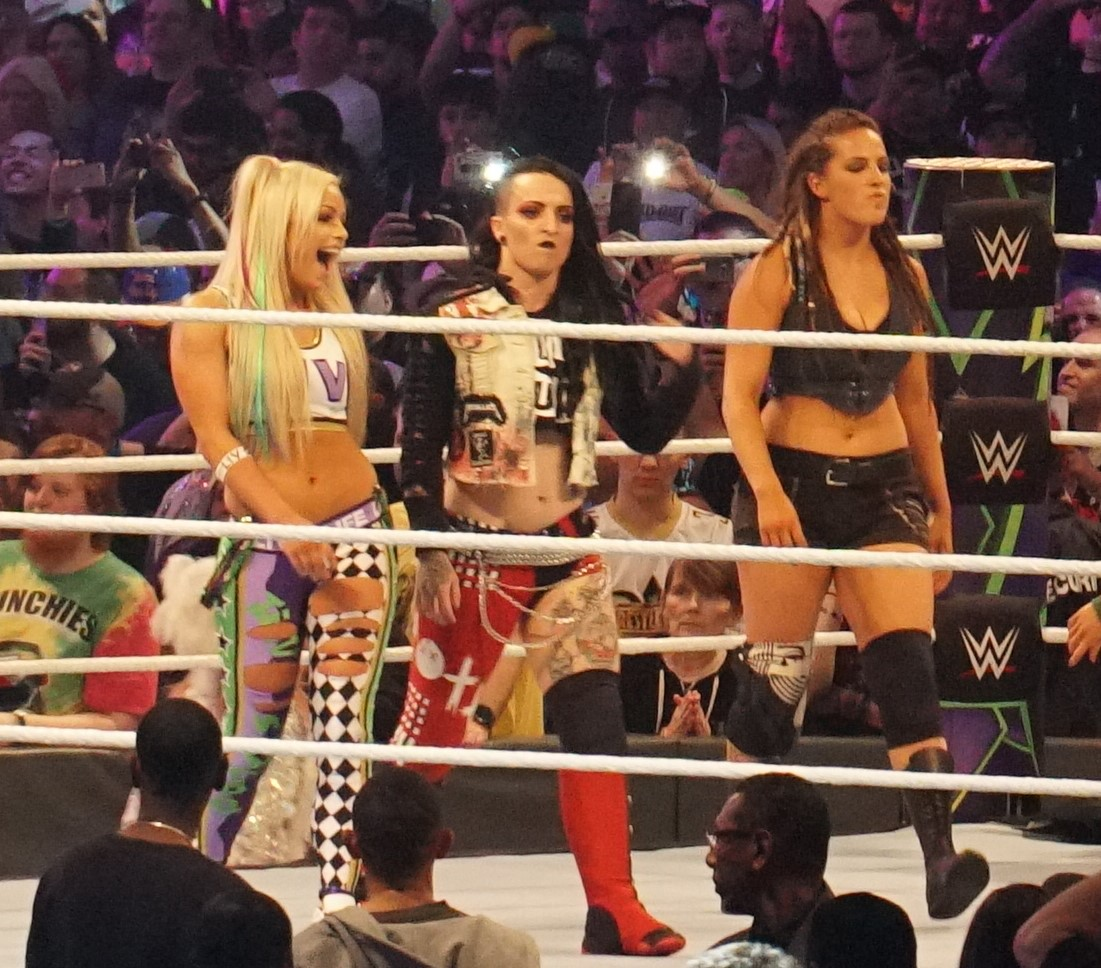
Ruby Riott con Liv Morgan e Sarah Logan nel 2018

Il 15 dicembre 2016 la WWE annuncia l'ingaggio di Prange, la quale viene spedita al WWE Performance Center per ulteriore allenamento. Compie il suo esordio sul ring il 13 gennaio 2017 seguente nel corso di un evento dal vivo di NXT, dove è sconfitta da Daria Berenato. Il 22 febbraio viene annunciato il suo nuovo ring name, ovvero Ruby Riot. Debutta ufficialmente nell'episodio del 22 marzo di NXT come face, quando attacca Nikki Cross ed il resto dei SAni†Y con l'aiuto di Tye Dillinger, No Way Jose e Roderick Strong. Nella puntata di NXT del 3 maggio, prende parte a una Battle Royal per determinare la contendente n° 1 all'NXT Women's Championship di Asuka, tuttavia il match termina in no contest, quando la campionessa attacca sia lei, che Ember Moon che la stessa Nikki, mettendole fuori gioco definitivamente; tuttavia, il General Manager di NXT William Regal, decide di inserire tutte e tre nel match titolato in programma a NXT TakeOver: Chicago. Il 20 maggio, a NXT TakeOver: Chicago, è stata sconfitta in un Triple Treath match che includeva oltre a lei, la Cross e Asuka, che è rimasta campionessa. Nella puntata di NXT del 14 giugno, Ruby ha preso parte a un Triple Treath Elimination match per l'NXT Women's Championship che includeva anche Nikki Cross e Asuka, ma è stata eliminata dalla Cross; il match si è poi concluso in un No-contest. Nella puntata di NXT del 18 ottobre, Ruby ha affrontato Sonya Deville e Ember Moon con in palio la possibilità di inserirsi nel Fatal 4-Way match per il vacante NXT Women's Championship di NXT TakeOver: WarGames, ma il match è stato vinto dalla Moon. Nella puntata di NXT del 6 dicembre, Ruby è stata sconfitta da Sonya Deville in un No Holds Barred match, in quello che sarà il suo ultimo match ad NXT.
Ha debuttato nel main roster come heel nella puntata di SmackDown del 21 novembre 2017 insieme a Liv Morgan e Sarah Logan; le tre hanno attaccato Becky Lynch e Naomi nel backstage e, in seguito, sono intervenute durante il match titolato tra la campionessa Charlotte Flair e Natalya attaccando brutalmente entrambe. Il 28 gennaio, alla Royal Rumble, Ruby ha partecipato all'omonimo match femminile entrando col numero 15, ma è stata eliminata da Nia Jax. L'11 marzo, a Fastlane, Ruby ha affrontato Charlotte Flair per il WWE SmackDown Women's Championship, ma è stata sconfitta. L'8 aprile, nel Kick-off di WrestleMania 34, Ruby ha partecipato alla prima edizione della WrestleMania Women's Battle Royal, ma è stata eliminata da Bayley e Sasha Banks.
Con lo Shake-up del 16 aprile, l'intera Riott Squad è stata trasferita a Raw; quella stessa sera hanno interrotto il match fra Bayley e Sasha Banks. A Raw del 23 aprile la Riott Squad, Alexa Bliss e Mickie James hanno sconfitto Bayley, Ember Moon, Natalya, Nia Jax e Sasha Banks per squalifica a causa dell'intervento di Ronda Rousey. Il 6 maggio, nel Kick-off di Backlash, Ruby ha sconfitto Bayley. Nella puntata di Raw del 28 maggio, Ruby ha partecipato ad un Gauntlet match per potersi inserire nel Money in the Bank Ladder match ma, dopo aver eliminato Bayley, Dana Brooke e Mickie James, è stata eliminata per ultima da Sasha Banks. Successivamente, Ruby ha subito un infortunio al ginocchio che la terrà fuori dalle scene per un periodo imprecisato. Ritorna a Raw del 6 agosto, aiutando Liv Morgan e Sarah Logan a vincere contro Bayley e Sasha Banks. Nella puntata di Raw del 5 novembre, la Riott Squad affronta Bayley, Natalya e Sasha Banks, ma il match finisce in No-Contest quando Ruby rompe gli occhiali del padre defunto di Natalya, lasciandola in lacrime. A Raw del 12 novembre, Ruby viene annunciata come quinto e ultimo membro del Team Raw al 5-on-5 Traditional Survivor Series Women's Elimination match contro il Team SmackDown per le Survivor Series. Il 18 novembre, alle Survivor Series, Ruby Riott e Natalya hanno una rissa nel backstage prima dell'incontro, venendo così sostituite da Bayley e Sasha Banks. Nella puntata di Raw del 26 novembre, la Riott Squad attacca Natalya che era intenta a salvare la sua amica Ronda Rousey. Nella puntata di Raw del 10 dicembre, Ruby Riott avverte Natalya che a TLC: Tables, Ladders & Chairs, sarà sconfitta quando verrà schiantata su un tavolo, presentandone uno sullo stage che vede raffigurato il padre di Natalya. Il 16 dicembre, a TLC: Tables, Ladders & Chairs, Ruby Riott è stata sconfitta da Natalya in un Tables match, quando la Neidhart effettua una Powerbomb sulla Riott dalla seconda corda su un tavolo che raffigurava un'immagine di Ruby. Il 27 gennaio alla Royal Rumble, Ruby entra con il numero 21; elimina Alicia Fox, Candice LeRae e Kairi Sane, e dopo 13 minuti viene eliminata da Bayley. Il 17 febbraio, a Elimination Chamber, Ruby viene sconfitta da Ronda Rousey per il WWE Raw Women's Championship in pochi secondi. Nella puntata di Raw del 18 febbraio, avviene il rematch, ma Ruby viene nuovamente sconfitta questa volta in una contesa più duratura, con la Rousey che rimane campionessa. Il 7 aprile, nel Kick-off di WrestleMania 35, Ruby ha partecipato alla seconda edizione della WrestleMania Women's Battle Royal, ma è stata eliminata da Dana Brooke.

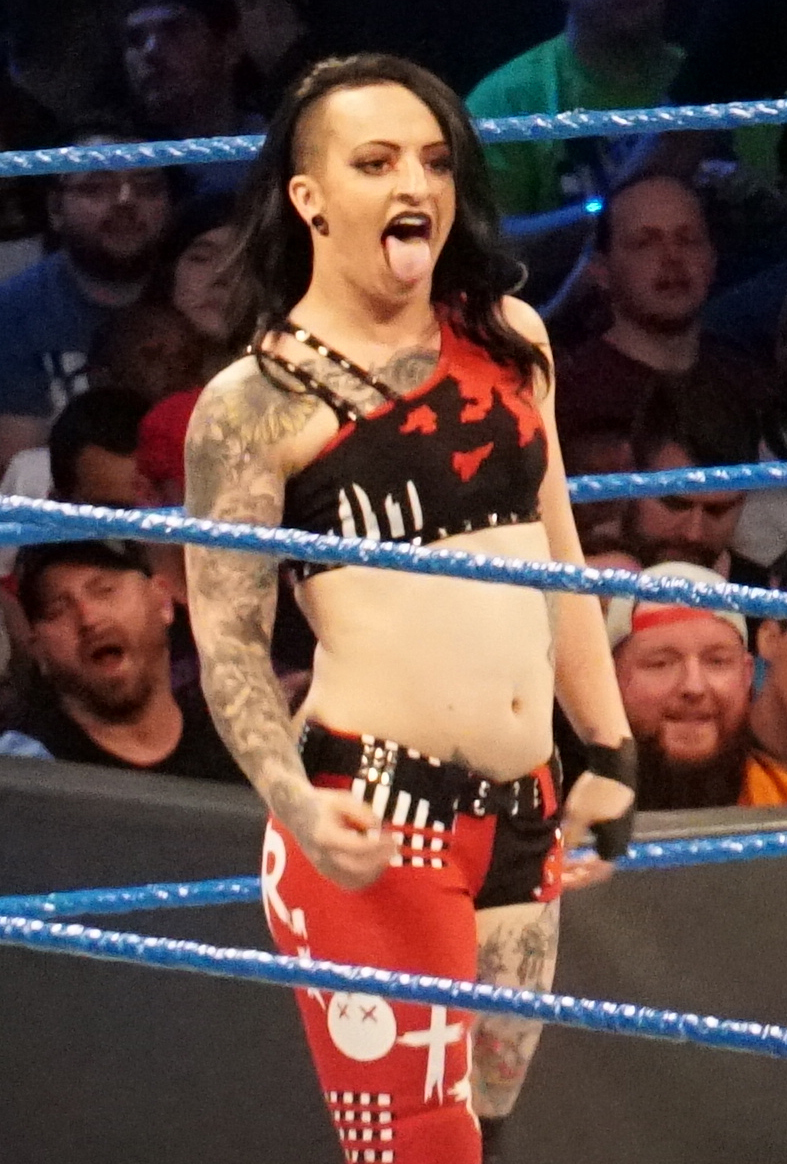
Ruby Riott nel 2018

In seguito allo Draft, Liv Morgan è stata trasferita nel roster di SmackDown, lasciando la Riott Squad composta dalla stessa Ruby Riott e Sarah Logan. Il 22 maggio, la WWE rende noto che Ruby Riott dovrà sottoporsi ad un'operazione chiururgica alle spalle che la terrà fuori dalle scene per diversi mesi.
Riott torna dall'infortunio il 3 febbraio 2020 a Raw, attaccando la sua ex partner nella Riott Squad, Liv Morgan, episodio che ha come conseguenza un match tra le due con Sarah Logan in veste di arbitro speciale. Vince Liv dopo un conteggio veloce eseguito dalla Logan. All'evento Elimination Chamber dell'8 marzo, Riott partecipa all'Elimination Chamber match, durante il quale viene eliminata da Shayna Baszler, che poi si aggiudicherà l'incontro. Dopo WrestleMania 36, Ruby Riott prosegue il suo feud con la Morgan, contro la quale perde due volte: il 20 e 27 aprile a Raw. Il 22 giugno Riott cerca di consolare la Morgan dopo la sua sconfitta ma la ragazza la respinge immediatamente. Nelle successive due settimane, per Riott sembra prospettarsi un turn face in quanto difende la Morgan dagli atti di bullismo delle The IIconics, cominciando un feud con loro. Il 13 luglio a Raw, Riott forma un'alleanza con Bianca Belair. Le due sconfiggono The IIconics in un tag team match quella stessa sera.
Nella puntata del 3 agosto di Raw, Ruby appare al talk show di Kevin Owens e si scusa con la rientrante Liv Morgan, ma viene interrotta dalle IIconics. Quindi, Liv decide di lottare insieme a Riott sconfiggendo The IIconics. L'evento sancisce la ricostituzione ufficiale della Riott Squad. Il duo si scontra altre due volte con le IIconics, prima a Payback e il 31 agosto a Raw per stabilire le prime sfidanti al titolo WWE Women's Tag Team Championship.
Per effetto del draft in ottobre, Riott e Morgan passano a SmackDown.
Il 2 giugno 2021 venne licenziata insieme a diversi colleghi.

### All Elite Wrestling (2021–presente)
Il 5 settembre 2021, debuttò nella All Elite Wrestling come Ruby Soho, durante All Out, entrando a sorpresa nella Women's casino battle royale, vincendola eliminando per ultima Thunder Rosa e ottenendo una futura opportunità per l'AEW Women's World Championship. Successivamente, ha effettuato un turn heel unendosi alla stable The Outcasts formata da Saraya e Toni Storm.

## Personaggio

### Mosse finali
- Heidi Lovelace
  - Heidi-Can-Rana (Hurricanrana driver)
  - Heidi Ho (Tornado DDT seguito da uno Snap suplex)
- Ruby Riott
  - Riott Kick (Wind-up overhead kick)
  - We Riott (Diving senton)
- Ruby Soho
  - Destination Unknown (Neckbreaker into Reverse STO)
  - No Future (Wind-up overhead kick)

### Soprannomi
- "The Punk Rock Ragdoll"[13]
- "The Riveter"

## Titoli e riconoscimenti
- Absolute Intense Wrestling
  - AIW Women's Championship (1)[23]
- All American Wrestling
  - AAW Heritage Championship (1)[24]
- Alpha-1 Wrestling 
  - A1 Alpha Male Championship (1)[25]
- Channel Islands World Wrestling 

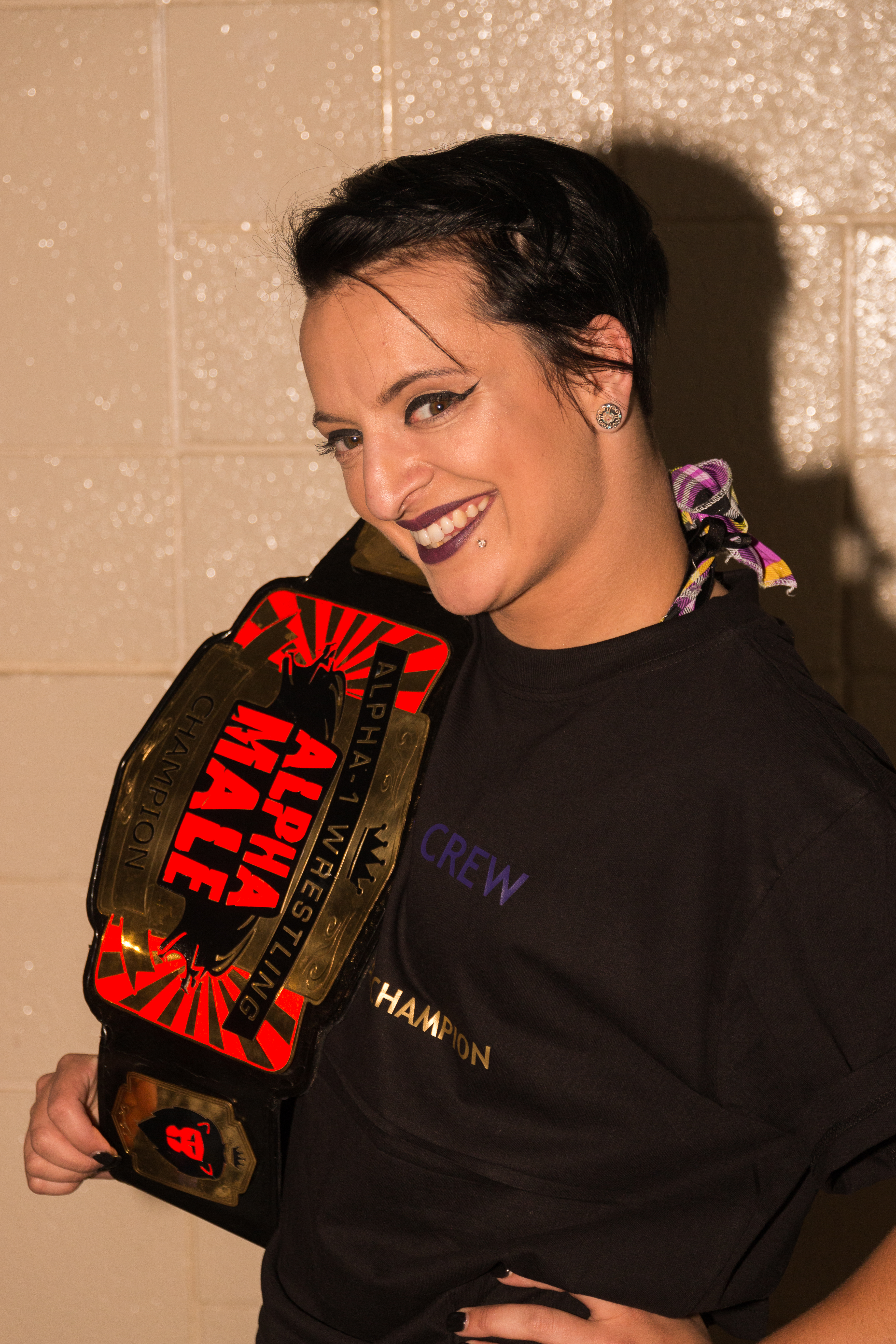
Heidi Lovelace con l'A1 Alpha Male Championship

  - CIWW World Heavyweight Championship (1)[26]
- Ohio Valley Wrestling
  - OVW Women's Championship (1)
- Pro Wrestling Illustrated
  - 20ª tra le 50 migliori wrestler femminili nella PWI Female 50 (2016)[27]
- Revolution Championship Wrestling
  - RCW Heavyweight Championship (1)[28]
- Shimmer Women Athletes
  - Shimmer Tag Team Championship (1)[29] – con Evie